# Etropole (huyện)
Etropole là một huyện thuộc tỉnh Sofia, Bungaria. Dân số thời điểm năm 2001 là 13734 người.